# Pavel Otdel'nov
Pavel Aleksandrovič Otdel'nov (in russo Павел Александрович Отдельнов?; Dzeržinsk, 19 giugno 1979) è un artista russo.

## Biografia
Pavel Otdel'nov è nato nella città di Dzeržinsk, nell'Oblast' di Nižnij Novgorod, il più grande centro dell'industria chimica sovietica. Gli antenati dell'artista lavoravano negli impianti chimici della città negli anni Trenta. Dzeržinsk, con la sua storia industriale e poi il drammatico declino economico e la desolazione degli anni post-sovietici, è diventata una delle fonti di temi e immagini per l'arte di Otdel'nov.
Secondo Otdel'nov, ha sempre sognato di essere un artista e per questo ha iniziato a studiare arte fin da bambino. Dopo essersi diplomato in uno studio d'arte e in una scuola d'arte a Dzerzhinsk, Otdel'nov è entrato alla Scuola d'arte di Nižnij Novgorod come insegnante di pittura, dove ha studiato sotto la guida di Pavel Rybakov dal 1994 al 1999
Dal 1999 al 2005, Otdel'nov ha studiato all'Istituto Statale d'Arte Surikov di Mosca presso la Facoltà di Pittura con Pavel Nikonov e Yuri Shishkov. Nelle opere realizzate durante il periodo di studio si nota l'influenza della pittura sovietica degli anni Venti e Trenta.
Dal 2013 al 2015, Otdel'nov ha studiato presso l'Institute of Contemporary Art di Mosca.

## Progetti di ricerca

### Promzona, 2015—2020

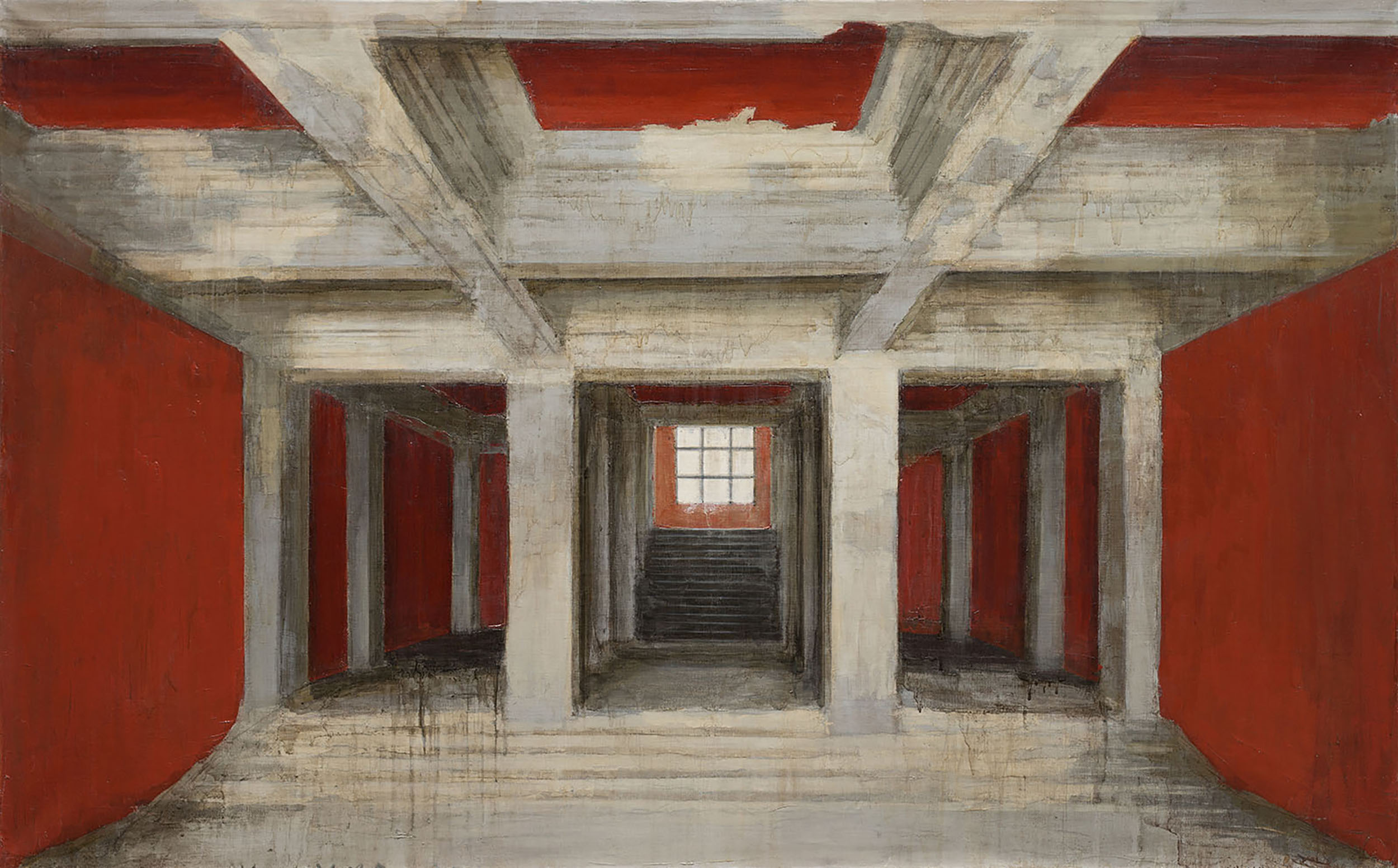
Pavel Otdel'nov, Rovine 3, 2016

Dal 2015 al 2020 Otdel'nov ha lavorato al progetto "Promzona" (Zona industriale). Nel 2019, una mostra su larga scala del progetto si è tenuta al Museo d'arte moderna di Mosca. Nel 2020, il progetto è stato premiato con un Innovation Award. Nel 2021, Promzona è stata tra i tre finalisti del Premio Kandinskij. Nel 2022, il progetto è stato esposto all'Uppsala Art Museum (Svezia).
Il progetto si basa sulla storia familiare dell'artista. Tre generazioni di suoi antenati hanno lavorato in impianti chimici nella città di Dzeržinsk. La storia della famiglia risultava quindi strettamente legata alla storia di questi impianti. Nel corso del suo lavoro, Otdel'nov ha studiato materiali d'archivio e giornali locali del periodo sovietico, ha comunicato con storici locali e ambientalisti, ha esplorato il territorio delle zone industriali e quello dell'ex insediamento Vorošilovskij. Utilizzando una varietà di mezzi — pittura, fotografia, video, installazioni, testi e ready-made — ha offerto uno sguardo su un'epoca passata nella sua dimensione storica e personale. La mostra è stata completata da frammenti di memorie pubblicate di operai e ingegneri degli stabilimenti di Dzeržinsk, nonché da frammenti del libro "Non entrate senza maschera antigas!" scritto dal padre dell'artista, Aleksandr Otdel'nov.

### Traccia radioattiva, 2021

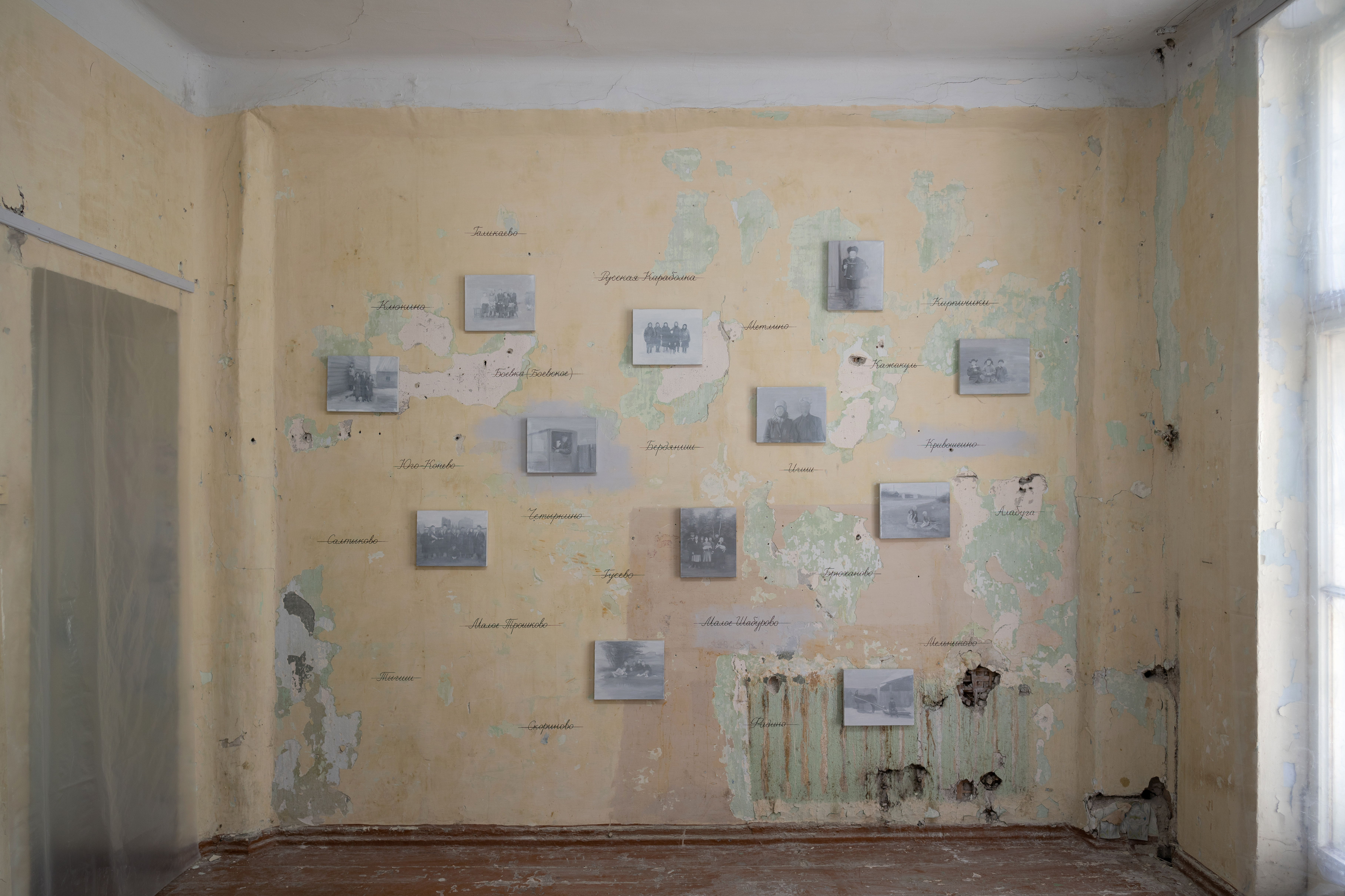
Pavel Otdel'nov, Trasferito, 2021

Nell'autunno del 2021, su invito della Biennale d'arte contemporanea degli Urali, Otdel'nov ha realizzato un progetto dedicato alla storia dell'industria nucleare negli Urali meridionali. Il progetto è stato esposto nell'ex dormitorio del segreto Laboratorio B nel villaggio di Sokol, nella regione di Čeljabinsk. Durante il periodo sovietico il laboratorio si occupava di questioni di radiobiologia, ma per diversi decenni l'edificio del dormitorio era rimasto vuoto e fatiscente. Otdel'nov costruì l'esposizione come "museo" alternativo al museo di storia locale. I reperti del "museo" erano quadri dipinti per la mostra, oltre a documenti e testimonianze ritrovate. Ognuna delle 21 sale della mostra racconta diversi episodi della storia dell'industria nucleare: l'invenzione della bomba atomica, l'esplosione del 1957 alla Majak, le tracce radioattive e i villaggi morti, il linguaggio segreto dei lavoratori atomici e la vita quotidiana delle città chiuse. Diverse sale sono dedicate al fiume Teča, nel quale nel 1949—1952 sono state scaricate pesanti scorie radioattive, mentre gli abitanti delle sue sponde continuavano a utilizzare l'acqua. Il progetto ha riscosso un grande successo di pubblico e di critica ed è stato riconosciuto come uno dei migliori della Biennale. Nonostante la sua posizione remota, è stato visitato da un gran numero di persone provenienti da diverse città russe, e alla fine della Biennale è stato deciso di mantenere la mostra a Sokol per sempre. Dal 2022, l'esposizione è diventata permanente.

## Mostre e collezioni

### Mostre personali
- 1999 — Pavel Otdel'nov. Pittura, Casa di Pietro il Grande, Nižnij Novgorod
- 2001 — Russia in Italia, Albarella.
- 2005 — Tela. Tempo. Spazio, Camera di Commercio e Industria, Dzeržinsk.
- 2006 — La strada verso casa, Sala espositiva centrale del Centro espositivo statale di Nižnij Novgorod, Nižnij Novgorod.
- 2010—2012 — mostre in Spagna (Centro culturale Quinta del Berro, Madrid; Casa Museo Miguel de Cervantes, Alcala de Henares; Centro culturale Nicolas Salmeron, Madrid; Sala espositiva Juana Fransa, Madrid; Casa de los Picos, Segovia).
- 2012 — Neon Landscape, Galleria dell'Agenzia ArtRu, Mosca
- 2012 — Otra Cotidianidad, Centro Ruso de Ciencia y Cultura, Madrid.
- 2014 — Degunino interiore, Museo d'Arte Moderna di Mosca.
- 2014 — First Principle of Dialectics, mostra congiunta con Egor Plotnikov, Open Club Gallery, Mosca.
- 2014 — No man's land, mostra congiunta con Julija Malinina nell'ambito della 4ª Biennale internazionale d'arte giovane di Mosca, Greenberg Gallery, Mosca.
- 2015 — Consiglio d'onore, Museo delle Belle Arti di Stavropol, Stavropol'.
- 2015 — Centro commerciale, Galleria Triumph, Mosca
- 2016 — Territorio del danno accumulato presso il Museo mobile di un'immagine, Galleria Beljaevo, Mosca.
- 2016 — White Sea. Buco nero, Centro statale per l'arte contemporanea "Arsenal", Nižnij Novgorod
- 2016 — Deserti. 2002-2016, Galleria Beljaevo, Mosca
- 2017 — Rovine, Galleria Vittoria, Samara
- 2018 — Fabbrica chimica, galleria "FUTURO", Nižnij Novgorod
- 2018 — Aneddoti di fabbrica, cluster industriale creativo "Octava", Tula
- 2019 — Promzona, Museo d'arte moderna di Mosca
- 2020 — Sai geolocalizzarti? Scegliete voi, nell'ambito della fiera internazionale d'arte contemporanea COSMOSCOW, Mosca
- 2021 — Russian Nowhere, Galleria Triumph, Mosca
- 2021 — Russian Nowhere, Galleria d'arte del Centro El'cin, Ekaterinburg
- 2022 — Ringing Trace, mostra personale nell'ambito del programma di residenza della 6ª Biennale industriale d'arte contemporanea degli Urali, edificio del dormitorio del Laboratorio B, insediamento di Sokol, regione di Chelyabinsk.
- 2022 — Promzona, Uppsala Art Museum, Svezia
- 2022 — Campo di esperimenti, Museo d'arte di Kalmar, Svezia
- 2022 — Acting Out, Casa Pushkin, Londra

### Opere in collezioni
- Galleria Tret'jakov, Mosca
- Museo russo, San Pietroburgo
- Museo d'arte di Uppsala, Svezia
- Museo d'arte di Kalmar, Svezia
- Museo d'arte moderna di Mosca
- Istituto d'arte realista russa, Mosca
- Centro statale d'arte contemporanea - Museo statale d'arte moderna Pushkin, Mosca
- Centro d'arte contemporanea Sergej Kurëchin, San Pietroburgo
- Museo d'arte contemporanea Erarta, San Pietroburgo
- Museo regionale delle Belle Arti di Stavropol', Stavropol', Russia
- Cluster industriale creativo Octava, Tula
- Centro d'arte contemporanea Siyaniye, Apatity
- Museo scientifico e tecnico I.P. Bardin, Novokuznetsk
- Museo della tradizione locale di Dzeržinsk
- Centro culturale Gromov, San Pietroburgo
- Collezione aziendale di Gazprombank, Mosca
- Collezione aziendale della Banca STB, Mosca
- Fondazione Sfera per il sostegno dell'arte contemporanea, Mosca
- Fondazione della famiglia Aksenov, Mosca
- Galleria d'arte contemporanea Victoria, Samara
- Fondazione Michail Gorbačëv, Mosca

## Galleria d'immagini

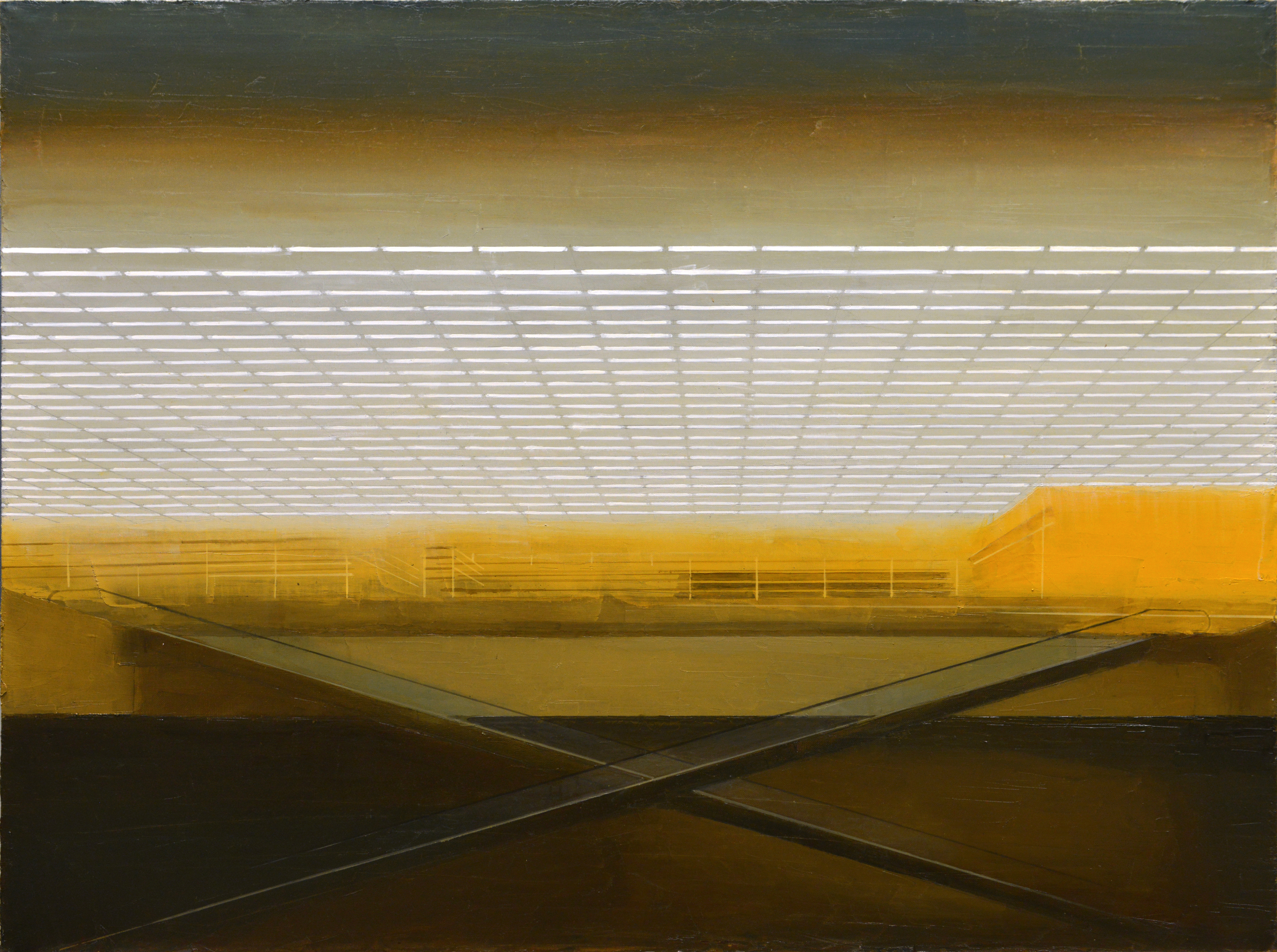
Pavel Otdel'nov, Centro commerciale, 2013
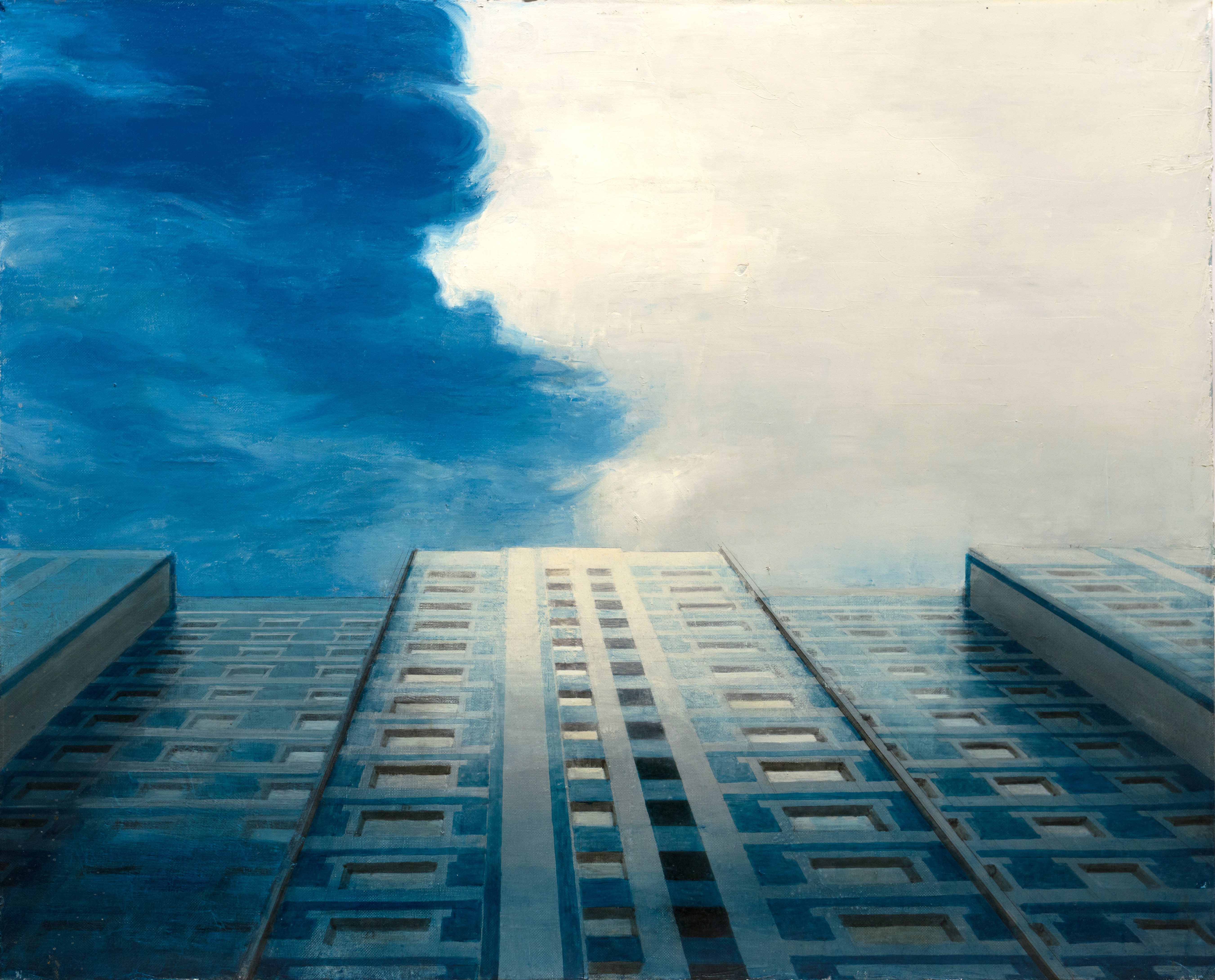
Pavel Otdel'nov, P-44, 2014
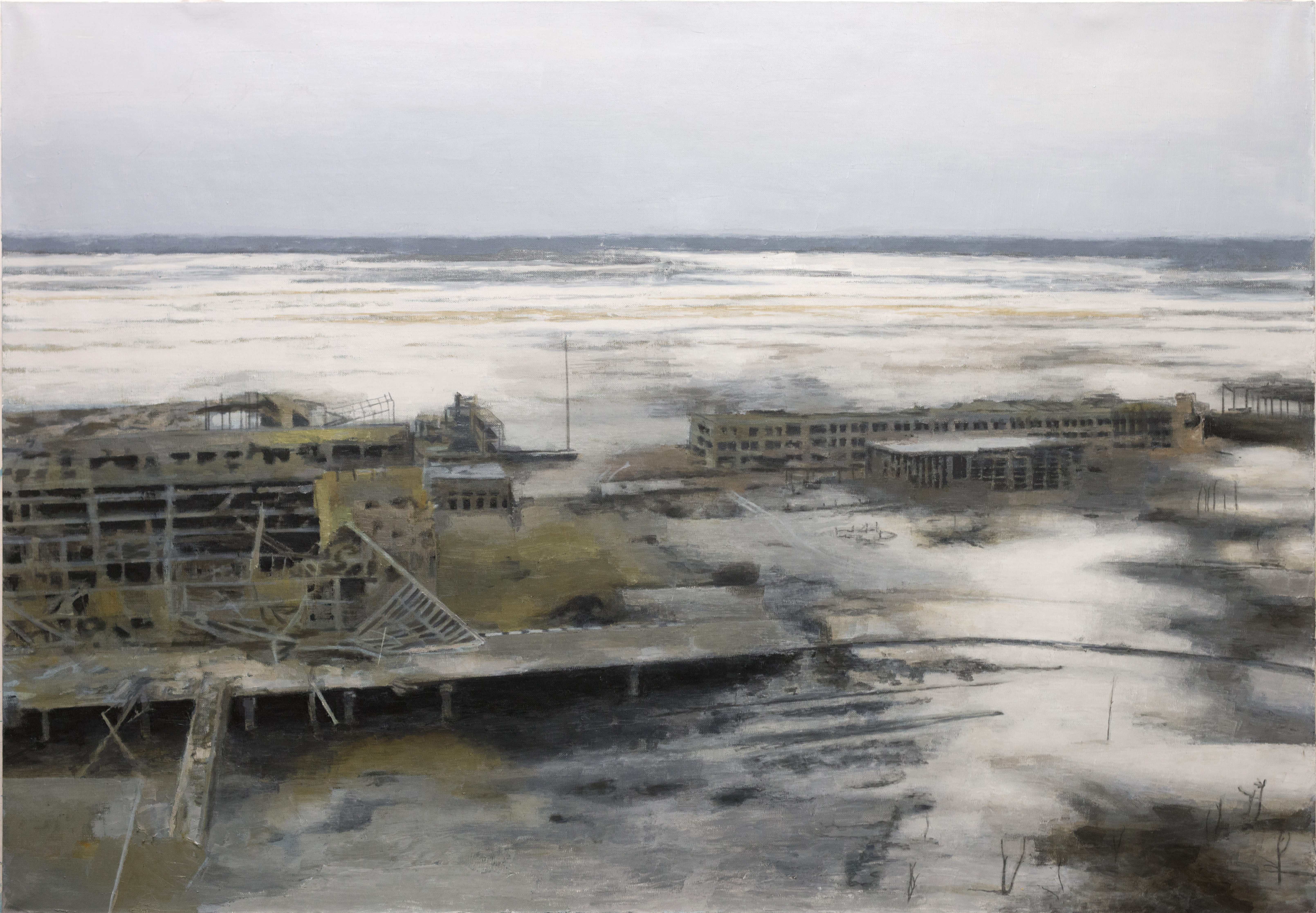
Pavel Otdel'nov, Nessun volo oggi, 2015
Pavel Otdel'nov, Muro d'Onore, 2015—2020
Pavel Otdel'nov, Foto generale, 2017
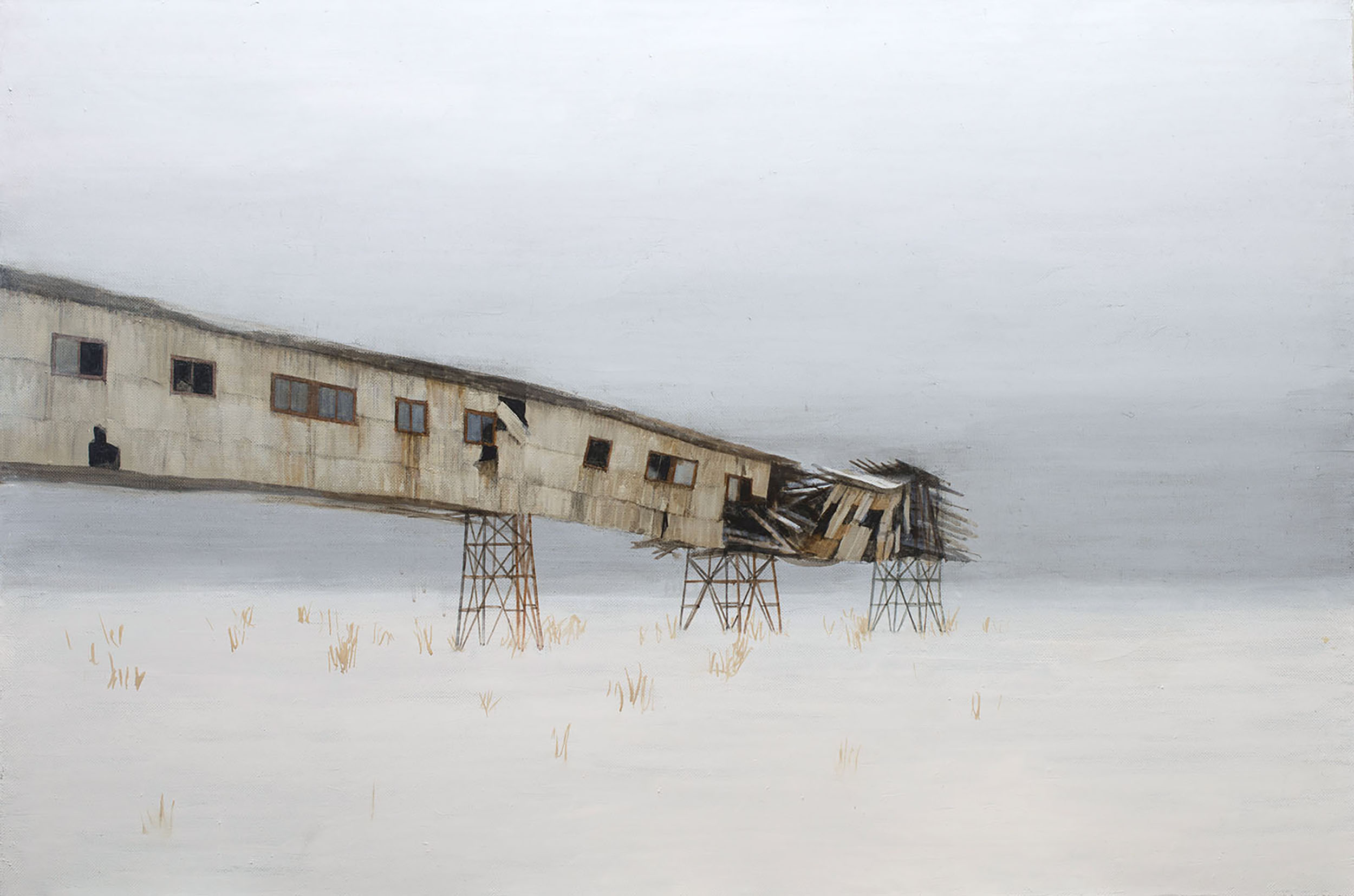
Pavel Otdel'nov, Rovine. Transizione, 2017
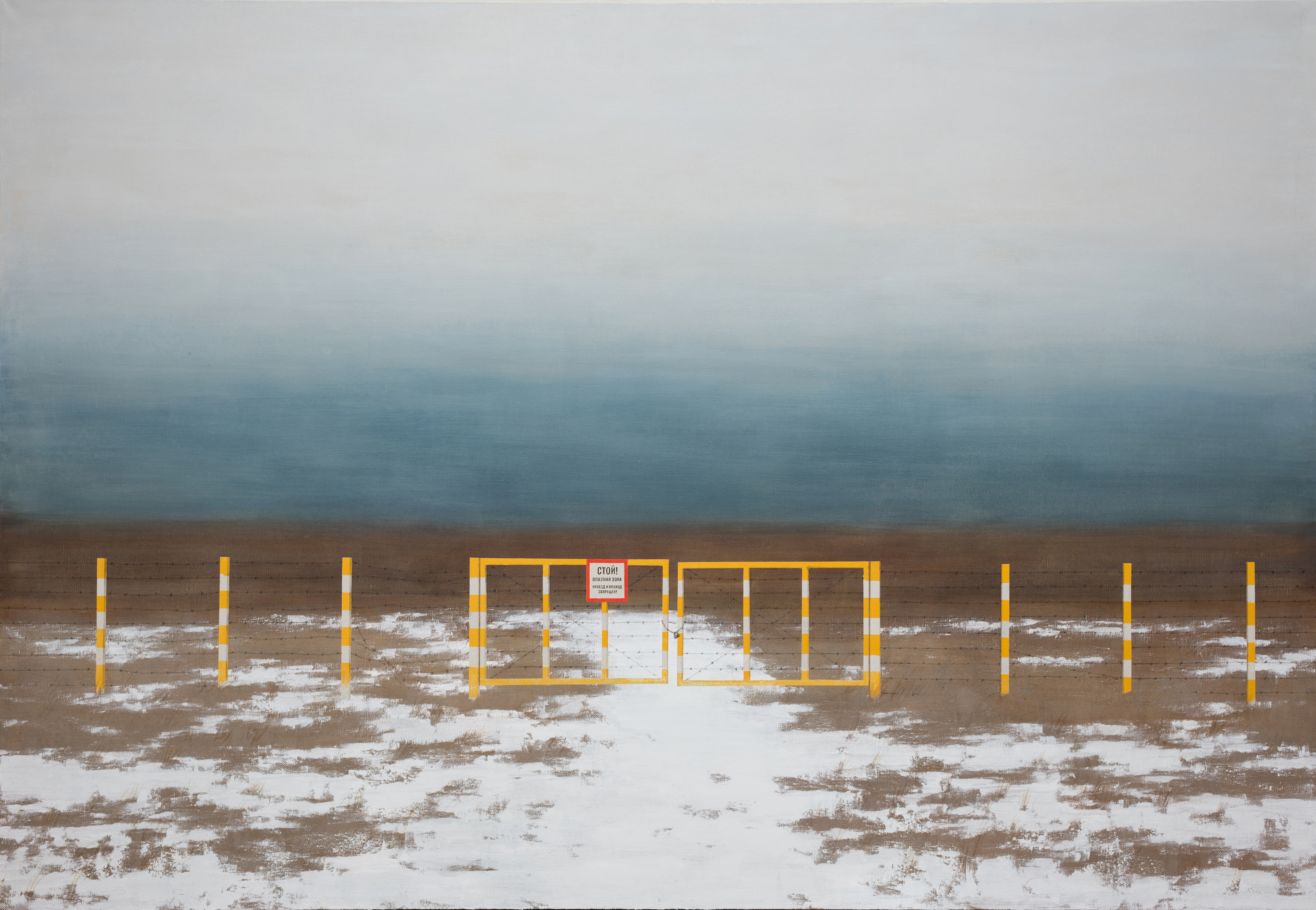
Pavel Otdel'nov, Zona di pericolo, 2018
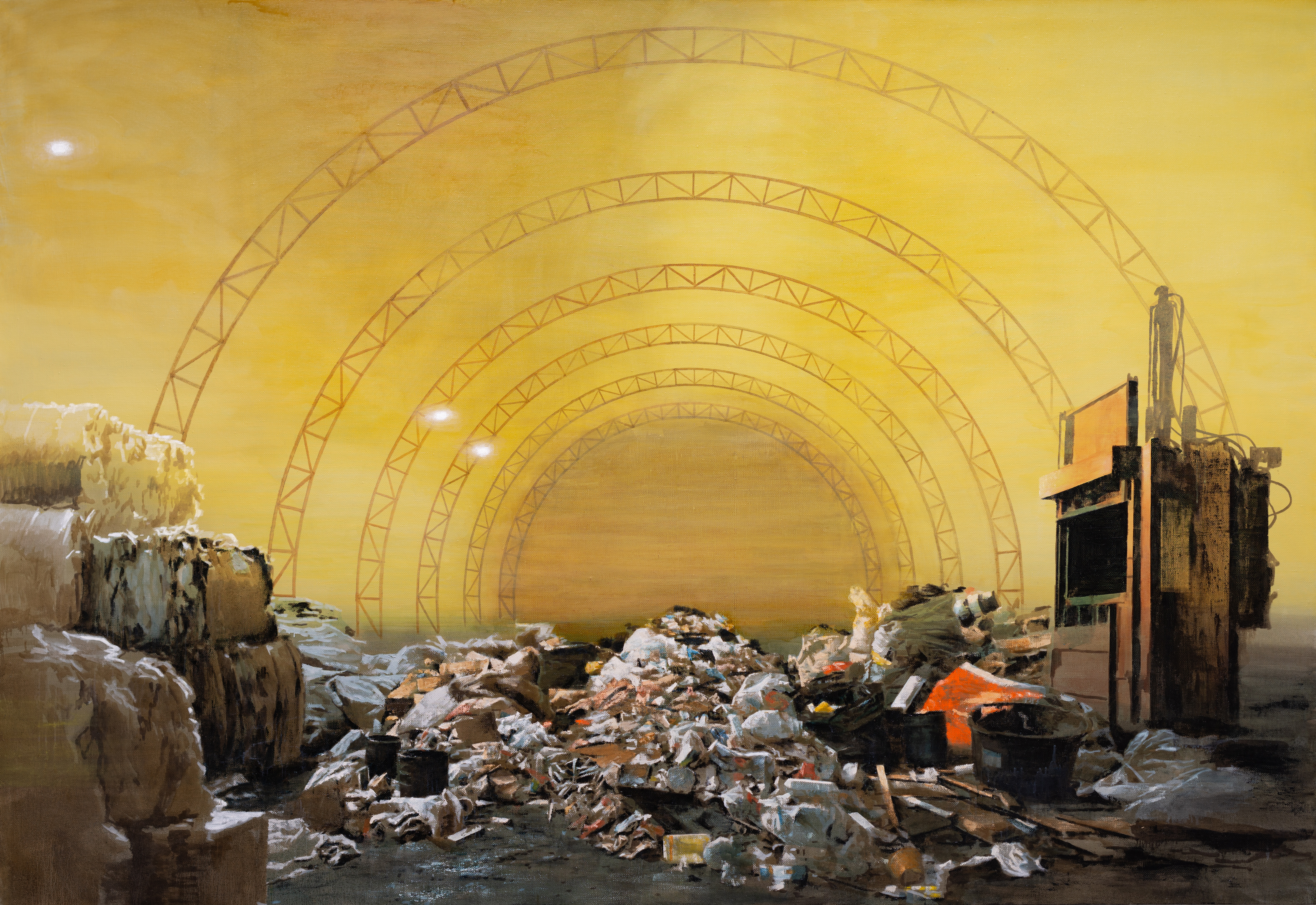
Pavel Otdel'nov, Smistamento. 2020
Pavel Otdel'nov, Žuten. 2020
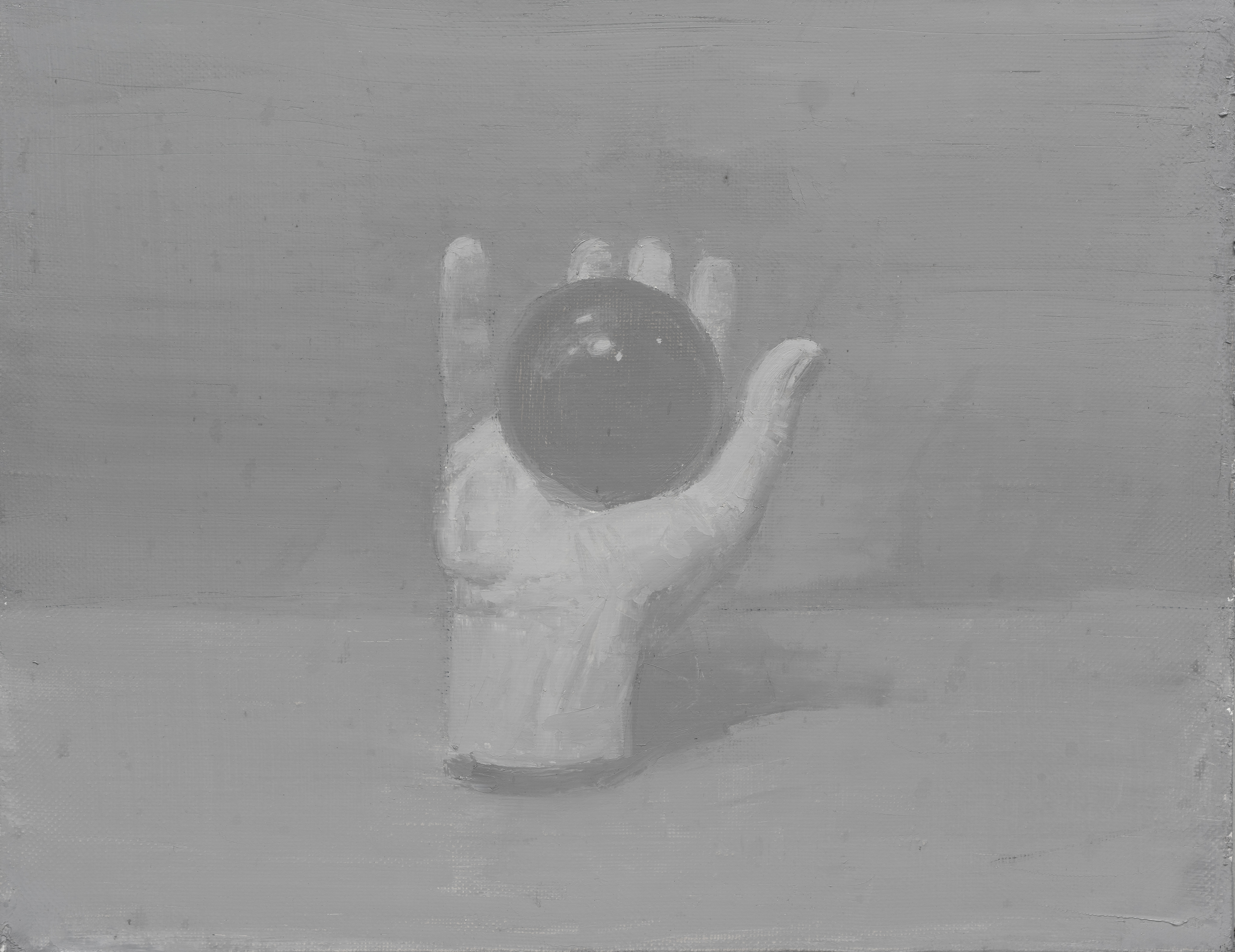
Pavel Otdel'nov, Caronte, 2021
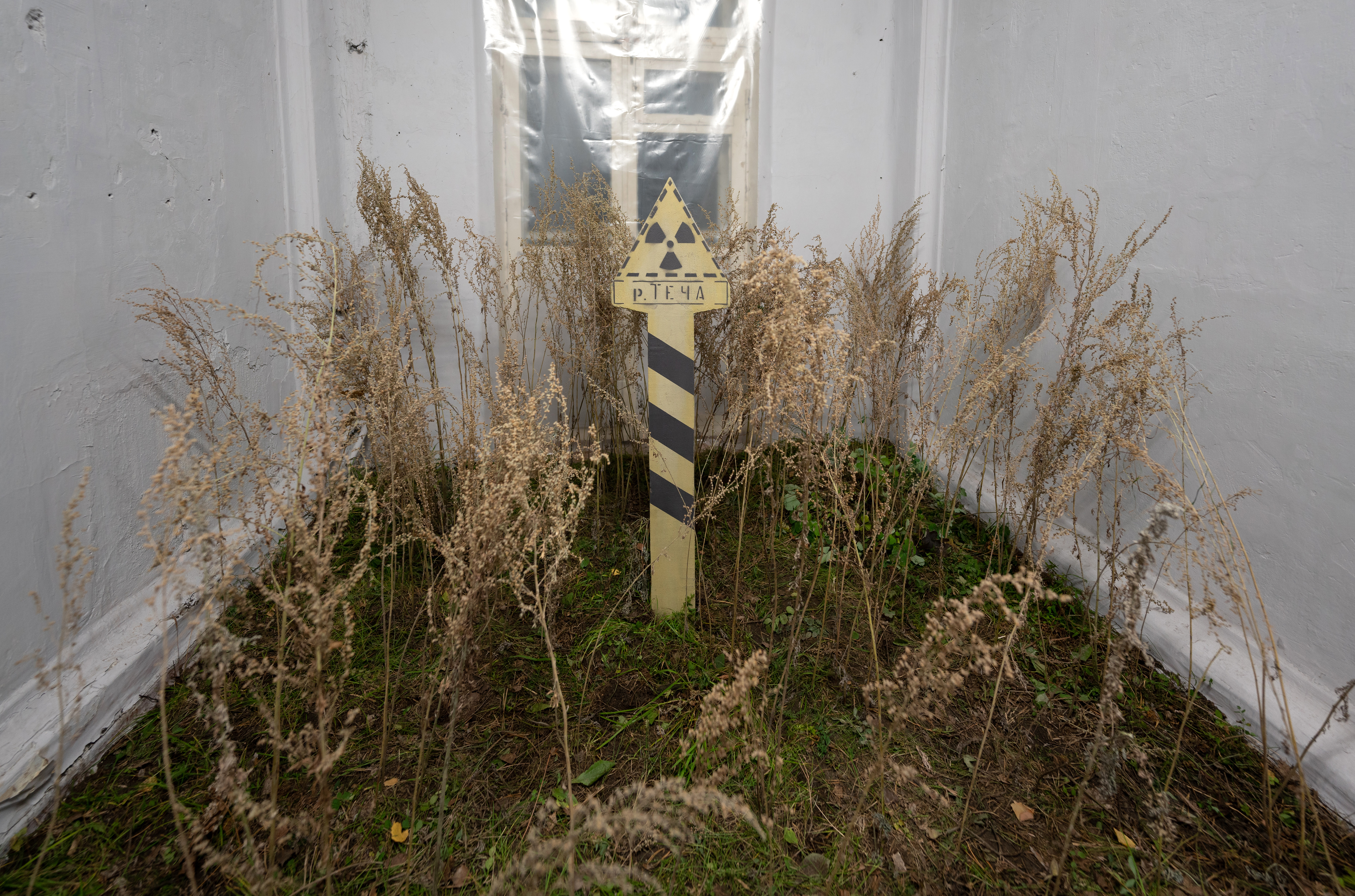
Pavel Otdel'nov, Teča, 2021, Installazione
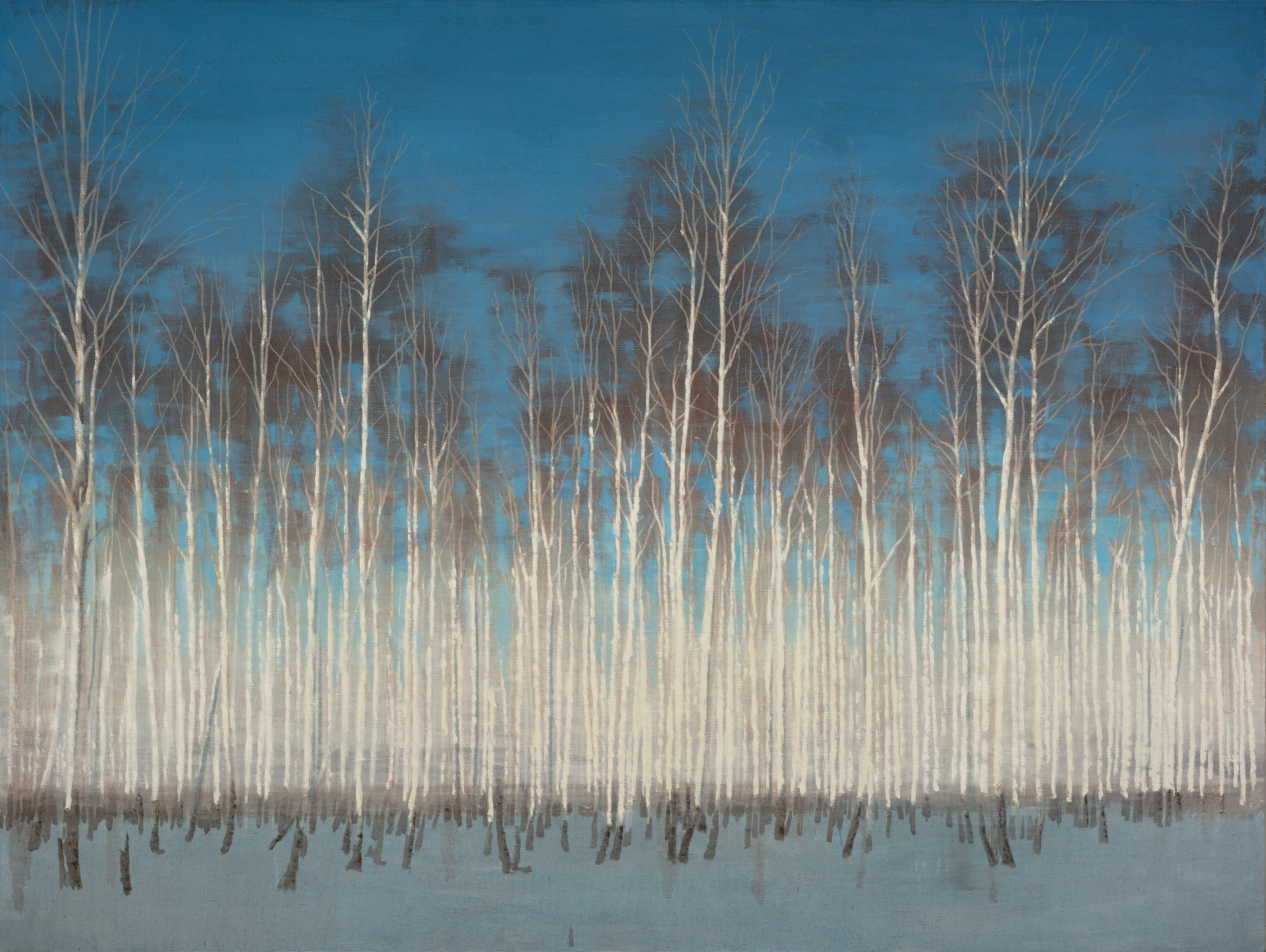
Pavel Otdel'nov, Foresta di betulle, 2021
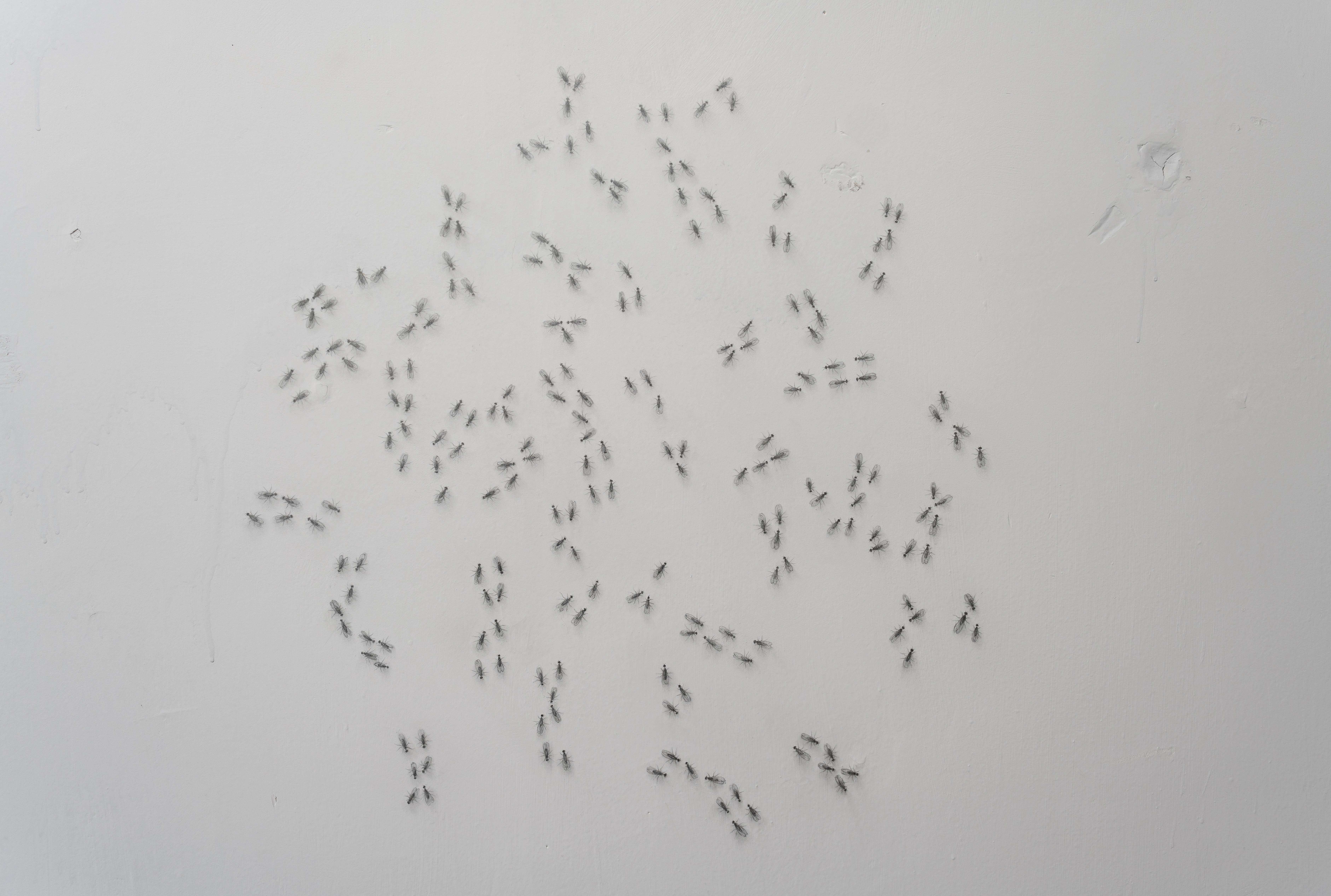
Pavel Otdel'nov, Cariotipo, 2021
Pavel Otdel'nov, Migranti, 2021, Frammento di installazione
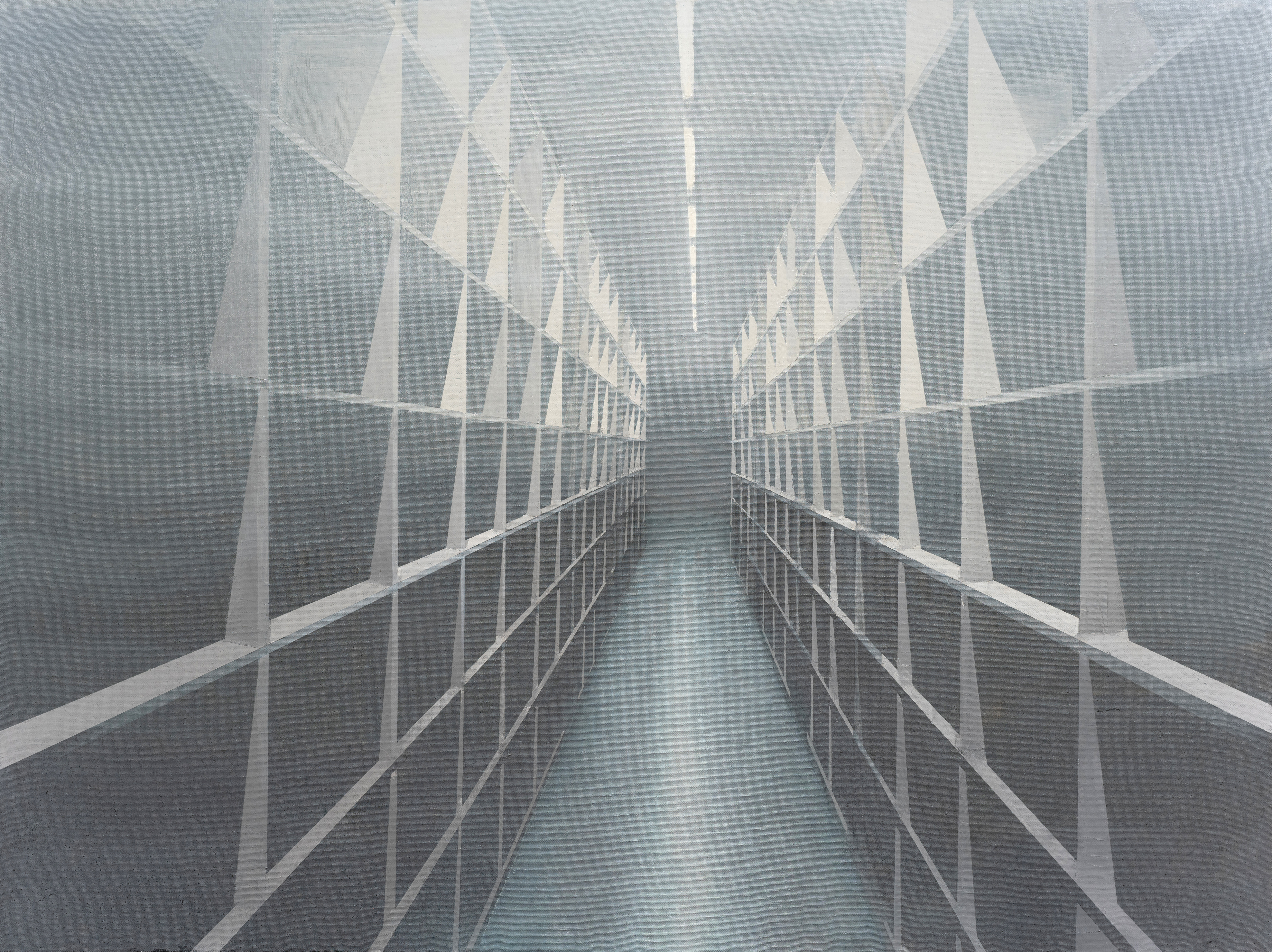
Pavel Otdel'nov, Repository, 2021